# Батчелдер, Дэнни
Дэнни Батчелдер   (англ. Danny Batchelder; 30 сентября 1976 года, округ Саратога) — американский боксёр-профессионал, выступавший в тяжёлой весовой категории.

## Профессиональная карьера
На профессиональном ринге Батчелдер дебютировал в мае 1996 года в первом тяжёлом весе.
За первые восемь лет провел более 20 выигрышных боёв, но поединки проводил против слабой оппозиции. 15 марта 2003 года в рейтинговом поединке проиграл нокаутом соотечественнику Оскару Браво. Батчелдер потерпел первое поражение на профессиональном ринге. В следующем поединке Дэнни раздельным решением судей победил не имеющего поражений бразильского боксёра Лауделину Барруса (17-0), и завоевал региональный титул чемпиона по версии WBA Fedelatin в полутяжёлой весовой категории.
Долгое время не выходил на ринг, а затем в мае 2005 года победил по очкам бывшего чемпиона мира, Артура Уильямса. В феврале 2005 года победил джорнимена Чарльза Дэвиса, и завоевал центрально-американский титул по версии WBA.
В 2006 году проиграл по очкам непобеждённым проспектам Брайану Минто и Мэтту Годфри. После этих боёв Дэнни перешёл в супертяжёлую весовую категорию. 17 марта 2007 года потерпел второе досрочное поражение в карьере. Батчелдера нокаутировал украинец Александр Дмитренко.
В мае 2007 года Дэнни провёл бой против легендарного боксёра Джеймса Тони. Бой не транслировался не одним телеканалом. Батчелдер работал вторым номером, отдав центр ринга противнику, в равном поединке раздельным решением судей победителем, под гул недовольного зала, объявили Джеймса Тони. После боя оба противника были пойманы на допинге-тесте, у Джеймса обнаружили станозолол и болденон.Результат остался в силе, но Тони и Батчалдер были дисквалифицированы на год.
После годичного простоя Дэнни вышел на ринг с ещё одним бывшим чемпионом мира, Леймоном Брюстером, в бою за титул чемпиона Северной Америки по версии NABA. Брюстер нокаутировал Бетчалдера в 5-м раунде. Через год в рейтинговом бою Дэнни проиграл по очкам соотечественнику Лэнсу Уитакеру.
13 марта 2010 года Дэнни вышел на ринг с молодым болгарским боксёром, чемпионом Европы в любительском ринге, Кубратом Пулевым. Болгарин нокаутировал Дэнни во втором раунде

## Результаты боёв
В таблице перечислены результаты всех поединков боксёров.
В каждой строке указан результат поединка. Дополнительно номер поединка обозначен цветом, который обозначает итог поединка. Расшифровка обозначений и цветов представлена в нижеследующей таблице.
| Пример | Расшифровка                     |
| ------ | ------------------------------- |
|        | Победа                          |
|        | Ничья                           |
|        | Поражение                       |
|        | Планируемый поединок            |
|        | Поединок признан несостоявшимся |
| КО     | Нокаут                          |
| ТКО    | Технический нокаут              |
| PTS    | Решение судей (по очкам)        |
| UD     | Единогласное решение судей      |
| MD     | Решение большинства судей       |
| SD     | Раздельное решение судей        |
| RTD    | Отказ от продолжения боя        |
| DQ     | Дисквалификация                 |
| NC     | Поединок признан несостоявшимся |

| Бой | Дата боя         | Соперник             | Место проведения боя                                                      | Количество раундов | Результат | Дополнительно                                                                          |
| --- | ---------------- | -------------------- | ------------------------------------------------------------------------- | ------------------ | --------- | -------------------------------------------------------------------------------------- |
| 42  | 22 августа 2015  | Джон Болден          | «Whitehall Athletic Club», Вайтхолл, Нью-Йорк, США                        | 8 (TKO7)           | Поражение |                                                                                        |
| 42  | 11 апреля 2015   | Джонни Вайт          | «Cypress Bayou Casino», Шарентон, Луизиана, США                           | 8 (KO3)            | Поражение | Бой за вакантный титул чемпиона штата Луизиана в тяжёлом весе.                         |
| 41  | 10 января 2015   | Дуайт Гипсон         | «Evangeline Downs Casino», Опелусас, Луизиана, США                        | 6 (TKO1)           | Победа    |                                                                                        |
| 40  | 1 марта 2014     | Жонте Уиллис         | «Evangeline Downs Casino», Опелусас, Луизиана, США                        | 6 (SD6)            | Победа    |                                                                                        |
| 39  | 6 декабря 2013   | Джамал Вудс          | «Evangeline Downs Casino», Опелусас, Луизиана, США                        | 6 (UD6)            | Победа    |                                                                                        |
| 38  | 5 октября 2013   | Уэсли Барбье         | «Civic Center», Хума, Луизиана, США                                       | 6 (KO1)            | Победа    |                                                                                        |
| 37  | 28 июня 2013     | Родни Мур            | «Cypress Bayou Casino», Шарентон, Луизиана, США                           | 6 (UD6)            | Победа    |                                                                                        |
| 36  | 20 апреля 2013   | Донелл Грей          | «Evangeline Downs Casino», Опелусас, Луизиана, США                        | 6 (KO1)            | Победа    |                                                                                        |
| 35  | 17 июня 2011     | Эрик Филдс           | «Cox Convention Center», Оклахома-сити, Оклахома, США                     | 8 (UD8)            | Поражение | Дважды падал в седьмом раунде.                                                         |
| 34  | 13 марта 2010    | Кубрат Пулев         | «Max Schmeling Halle», Пренцлауэр Берг, Берлин, Германия                  | 8 (TKO2)           | Поражение |                                                                                        |
| 33  | 17 июля 2009     | Лэнс Уитакер         | «Redondo Beach Performing Arts Center», Редоно-Бич, Калифорния, США       | 10 (UD10)          | Поражение |                                                                                        |
| 32  | 30 августа 2008  | Леймон Брюстер       | «Cincinnati Gardens», Цинциннати, Огайо, США                              | 12 (KO5)           | Поражение | Бой за вакантный титул WBA NABA в тяжёлом весе.                                        |
| 31  | 24 мая 2007      | Джеймс Тони          | «HP Pavilion», Сан-Хосе, Калифорния, США                                  | 10 (SD10)          | Поражение |                                                                                        |
| 30  | 17 марта 2007    | Александр Димитренко | «Hanns-Martin-Schleyer-Halle», Штутгарт, Баден-Вюртемберг, Германия       | 10 (TKO7)          | Поражение |                                                                                        |
| 29  | 17 ноября 2006   | Энтони Спейн         | «Mountaineer Casino Racetrack and Resort», Честер, Западная Виргиния, США | 6 (TKO2)           | Победа    |                                                                                        |
| 28  | 23 сентября 2006 | Мэтт Годфри          | «Connecticut Convention Center», Хартфорд, Коннектикут, США               | 12 (UD12)          | Поражение | Бой за титулы NABA, WBC Continental Americas, WBC United States в первом тяжёлом весе. |
| 27  | 9 июня 2006      | Брайан Минто         | «Tropicana Hotel & Casino», Атлантик-Сити, Нью-Джерси, США                | 10 (UD10)          | Поражение |                                                                                        |
| 26  | 23 февраля 2006  | Чарльз Дэвис         | «Tachi Palace Hotel & Casino», Лемур, Калифорния, США                     | 10 (UD10)          | Победа    | Бой за титул WBC Continental Americas в первом тяжёлом весе.                           |
| 25  | 22 июля 2005     | Виктор Масьель       | «America West Arena», Феникс, Аризона, США                                | 4 (UD4)            | Победа    |                                                                                        |
| 24  | 14 мая 2005      | Артур Уильямс        | «Delta Center», Солт-Лейк-Сити, Юта, США                                  | 10 (SD10)          | Победа    |                                                                                        |
| 23  | 3 января 2004    | Лауделину Баррус     | «Foxwoods Resort», Машантакет, Коннектикут, США                           | 12 (SD12)          | Победа    | Бой за титул WBA Fedelatin в полутяжёлом весе.                                         |